# Unidade de vizinhança
A unidade de vizinhança é um escalão urbano que se assemelha ao bairro e é resultado da reunião de várias unidades residenciais. Ela foi idealizada como uma resposta ao crescimento dos grupos secundários (característicos das grandes áreas urbanas) de forma que os grupos primários seriam reforçados, através de uma configuração urbana que propiciasse a convivência e os contatos sociais.
Clarence Arthur Perry estabeleceu a escola primária como equipamento central e o delimitador espacial de uma unidade de vizinhança: ela se estenderia de forma que sua população não ultrapassasse a capacidade de uma escola primária.

## Origem
É possível notar no Plano de Barcelona, de Ildefonso Cerdá, preocupações na distribuição dos equipamentos urbanos e suas relações com os habitantes, de certa forma antecipando conceito de unidade de vizinhança. No início do século XX, estudiosos constataram o desaparecimento das relações sociais entre vizinhos com o crescimento das metrópoles. Esses grupos primários seriam importantes para uma vida saudável e a falta de convivência nesses grupos poderia até provocar desordens mentais. A ideia então foi usar o planejamento urbano como forma de recriar essas relações.
Em 1923, Clarence Perry, inspirado em Ebenezer Howard, pela primeira vez mostra o conceito de unidade de vizinhança. Para ele, os equipamentos urbanos deveriam estar próximos às habitações e estas não deveriam ser interrompidas por vias de trânsito de passagem, mas apenas tangenciadas, preservando a vida comunitária e dando segurança às crianças. Estas poderiam ir à escola sozinhas, já que os caminhos eram seguros e a distância era ideal para não cansá-las. Por isso, a escola primária era o equipamento básico de uma unidade de vizinhança.
Enquanto Perry desenvolvia seus estudos, Henry Wright e Clarence Stein aplicaram conceitos parecidos nos conjuntos habitacionais de Sunnyside Garden e Radburn, próximos a Nova Iorque. Stein define a unidade de vizinhança como uma área residencial delimitada (mas não cortada) por vias de trânsito de passagem e que seriam projetadas para uma população que necessitasse de uma escola elementar. Queen Carpenter confirma a função da unidade de vizinhança em recriar os laços de contatos primários, onde "os residentes se conhecem pessoalmente e têm o hábito de se visitar" e onde "os membros se encontram em terreno conhecido [...] para desenvolver actividades sociais primárias e contatos sociais espontâneos ou organizados".

## Difusão da ideia
O conceito de unidade de vizinhança se difundiu após os anos 20. Após a Segunda Guerra Mundial, os debates sobre a organização habitacional foram bastante influenciados pela unidade de vizinhança e modelos funcionais e organizacionais foram considerados muito importantes. A partir daí a unidade de vizinhança foi amplamente usada. Seus conceitos foram usados, por exemplo, em Porto Rico, França, Inglaterra, Estados Unidos da América, Brasil, União Soviética e Áustria.
Esse conceito pode ser dividido em duas correntes. A primeira, anglo-saxônica, baseia-se nas cidades jardins e em baixas densidades demográficas. É o caso do Plano da Grande Londres (a partir de 1944), de Patrick Abercombrie, e das novas cidades inglesas (da primeira e segunda gerações). A segunda corrente foi influenciada pelo racionalismo europeu e por Le Corbusier. Nela são explorados os edifícios habitacionais. São os casos das superquadras de Brasília, Conjunto Ceará em Fortaleza/CE e da Unité d'Habitation.

## Críticas
Por cerca de 40 anos a unidade de vizinhança foi ideia corrente no urbanismo, constituindo uma "fórmula mágica de constituir comunidades de habitantes". Seu uso intenso e o tempo levariam à reflexão e às primeiras reações contra a unidade de vizinhança. Após anos de experimentação, chegou-se à conclusão de que as unidades de vizinhança não atenderam às expectativas em torno da recriação dos grupos primários. As causas de tal fracasso seriam a própria tendência de a população urbana de se isolar (diretamente proporcional ao tamanho da cidade), graças às relações sociais mais alargadas permitidas pelos meios de transportes e comunicação e à impossibilidade de evolução da forma urbana concebida, no tocante a oferecer postos de trabalho, tanto no setor terciário quanto no secundário.
Apesar disso, uma das funções da unidade de vizinhança foi alcançada: dar proteção à criança. Suas diretrizes de distribuição de equipamentos e serviços na área urbana também estão presentes hoje, como medidas de planejamento compatíveis com o desenho urbano